# Simon Fraser av Lovat
Simon Fraser, född den 19 oktober 1726, död den 8 februari 1782, var en skotsk krigare och klanledare, son till Simon Fraser, 11:e lord Lovat (och inofficiellt känd som 12:e lord Lovat). 
Fraser stred 1745-46 i pretendentens här, satt fången till 1747 och erhöll full benådning 1750. Under sjuåriga kriget uppsatte han en höglandskår och stred som dess överste med utmärkelse under Wolfe i Kanada, blev 1762 brigadgeneral och återfick genom parlamentsbeslut de förverkade familjegodsen (men formellt aldrig titeln). Även i kriget mot de nordamerikanska kolonierna deltog en av Fraser uppsatt höglandskår.